# قانون المصالحة الإدارية (تونس)
قانون المصالحة الإدارية (رسميا مشروع قانون أساسي عدد 49/2015 متعلق بإجراءات خاصة بالمصالحة في المجال الإداري) هو مشروع قانون مقدم من قبل الرئيس التونسي الباجي قائد السبسي يهدف إلى العفو العام عن موظفين أسهموا في فساد إداري في فترة ما قبل ثورة 14 جانفي. صادق عليه مجلس نواب الشعب بتاريخ 13 سبتمبر 2017 بأغلبية 117 عضو ومعارضة 3 أعضاء وامتناع عضو واحد. قوبل القانون بالرفض من قبل المعارضة، ودعى الاتحاد العام التونسي للشغل لتطبيق المكاشفة والمحاسبة قبل المصالحة. كما ودعت منظمة الشفافية الدولية إلى سحب القانون.